# Challabamba (distrito)
O distrito peruano de Challabamba é um dos 6 distritos da Província de Paucartambo, situada no Departamento de Cusco, pertenecente a Região de Cusco, Peru

## Transporte
O distrito de Challabamba é servido pela seguinte rodovia:
- PE-5S, que liga o distrito de Chanchamayo (Região de Junín) Fronteira Bolívia-Peru (em Puerto Maldonado) - neste distrito (Região de Madre de Dios)
- CU-113, que liga o distrito de de Kosñipata à cidade de Caicay[1][2][3]